# Takuma Ominami
Takuma Ominami (大南 拓磨 Ominami Takuma?), född 13 december 1997 i Aichi prefektur, är en japansk fotbollsspelare.
Ominami började sin karriär 2016 i Júbilo Iwata. Han spelade 28 ligamatcher för klubben. 20201 flyttade han till Kashiwa Reysol.